# Généralité de Paris
1542–1790
(483 ans)
Entités précédentes :
- Création

Entités suivantes :
- Paris
- Seine-et-Oise
- Seine-et-Marne
- Eure-et-Loir
- Yonne
- Loiret

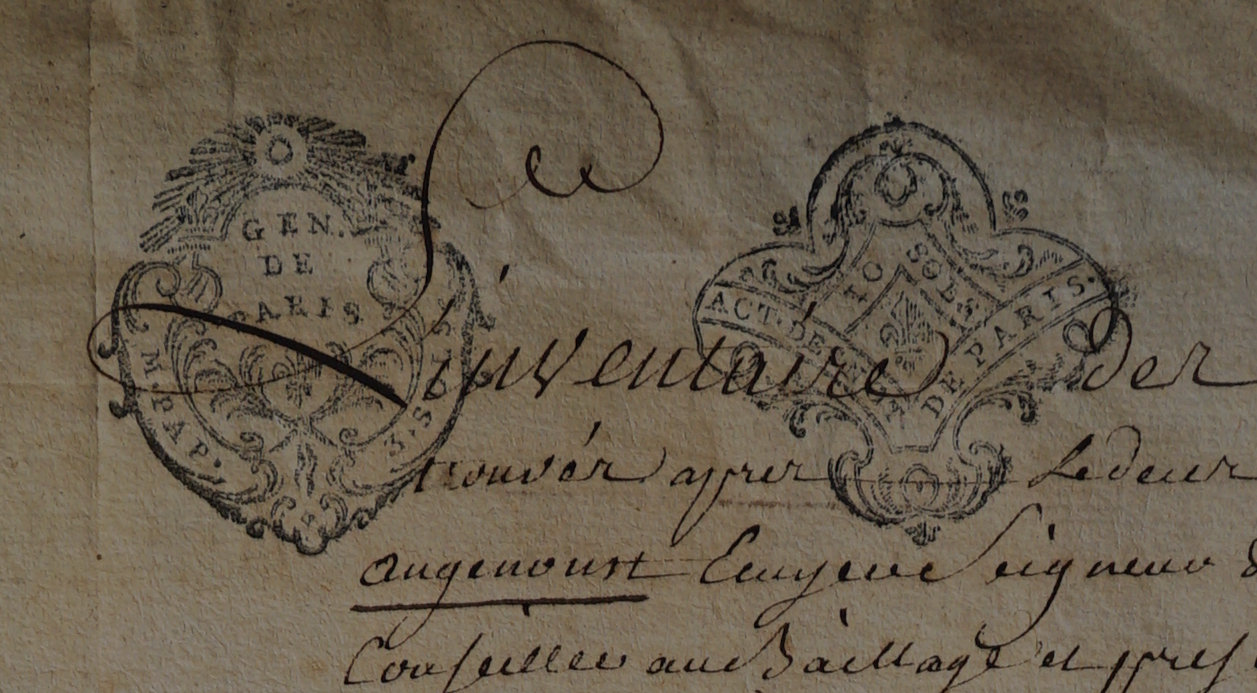
Timbres fiscal de 1720 de la généralité.

La généralité de Paris est une circonscription administrative de l'Île-de-France créée en 1542. Paris fut le siège d'une des dix-sept recettes générales créées par Henri II et confiées à des trésoriers généraux (Édit donné à Blois en janvier 1551).
Elle se composait de vingt-deux élections ; trente-quatre subdélégations (intendance).
Pour des raisons fiscales, l'intendant Bertier de Sauvigny en fait dresser un cadastre de 1776 à 1791, qui permet de bien connaître la géographie de cette généralité.

## La généralité d'après le Règlement général du 24 janvier 1789 (États généraux)
Noms des bailliages principaux, suivis du nombre de députés à élire et du nom des bailliages secondaires :
- Ville et faubourgs de Paris, 40 députés ;
- Prévôté et vicomté de Paris hors les murs, 16 députés, (Choisy-le-Roi, Meudon, Versailles, Vincennes) ;
- Bailliage de Beauvais, 4 députés ;
- Bailliage d'Étampes, 4 députés ;
- Bailliage de Mantes, 4 députés, (Meulan) ;
- Bailliage de Meaux, 4 députés ;
- Bailliage de Melun, 4 députés, (Moret) ;
- Bailliage de Montfort-l'Amaury, 8 députés, (Dreux) ;
- Bailliage de Nemours, 4 députés ;
- Bailliage de Provins, 4 députés, (Montereau) ;
- Bailliage de Senlis, 4 députés, (Beaumont-sur-Oise, Chambly, Compiègne, Creil, Pontoise) ;
- Bailliage de Sens, 4 députés, (Villeneuve-sur-Yonne).

## Liste des circonscriptions administratives
La généralité étant une des circonscriptions administratives majeures, la connaissance historique du territoire concerné passe par l'inventaire des circonscriptions inférieures de toute nature. Cet inventaire est la base d'une exploration des archives réparties entre les différentes archives départementales des départements compris dans la généralité. Les archives de l'intendance ont été détruites.
Cette liste ne comporte pas les bailliages ci-dessus, leurs appellations exactes restant à confirmer.
- Subdélégation d'Argenteuil
- Subdélégation de Chastres
- Subdélégation d'Auxerre
- Élection de Beauvais
- Subdélégation de Beauvais
- Subdélégation de Bray
- Subdélégation de Brie-Comte-Robert
- Subdélégation de Choisy-le-Roi
- Élection de Compiègne
- Subdélégation de Compiègne
- Subdélégation de Corbeil
- Élection de Coulommiers
- Subdélégation de Coulommiers
- Subdélégation de Courtenay
- Élection de Dreux
- Subdélégation de Dreux
- Subdélégation d'Enghien
- Élection d'Étampes
- Subdélégation d'Étampes
- Subdélégation de Fontainebleau
- Subdélégation de Gonesse
- Élection de Joigny
- Subdélégation de Joigny
- Subdélégation de Lagny
- Subdélégation de La Ferté-sous-Jouarre
- Subdélégation de L'Isle-sous-Montréal
- Élection de Mantes
- Subdélégation de Mantes
- Élection de Meaux
- Subdélégation de Meaux
- Élection de Melun
- Élection de Montereau
- Subdélégation de Montereau
- Élection de Montfort-l'Amaury
- Subdélégation de Montfort-l'Amaury
- Subdélégation de Montlhéry
- Élection de Nemours
- Subdélégation de Nemours
- Élection de Nogent
- Subdélégation de Nogent
- Élection de Paris, 10 subdélégations en périphérie, pas de subdélégué intramuros
- Élection de Pontoise
- Subdélégation de Pontoise
- Élection de Provins
- Subdélégation de Provins
- Élection de Rozoy
- Subdélégation de Rozoy
- Subdélégation de Saint-Denis
- Élection de Saint-Florentin
- Subdélégation de Saint-Florentin
- Subdélégation de Saint-Germain-en-Laye
- Élection de Senlis
- Subdélégation de Senlis
- Élection de Sens
- Subdélégation de Sens
- Élection de Tonnerre
- Subdélégation de Tonnerre
- Subdélégation de Versailles
- Élection de Vézelay
- Subdélégation de Vézelay